# Sergei Alexandrowitsch Kussewizki

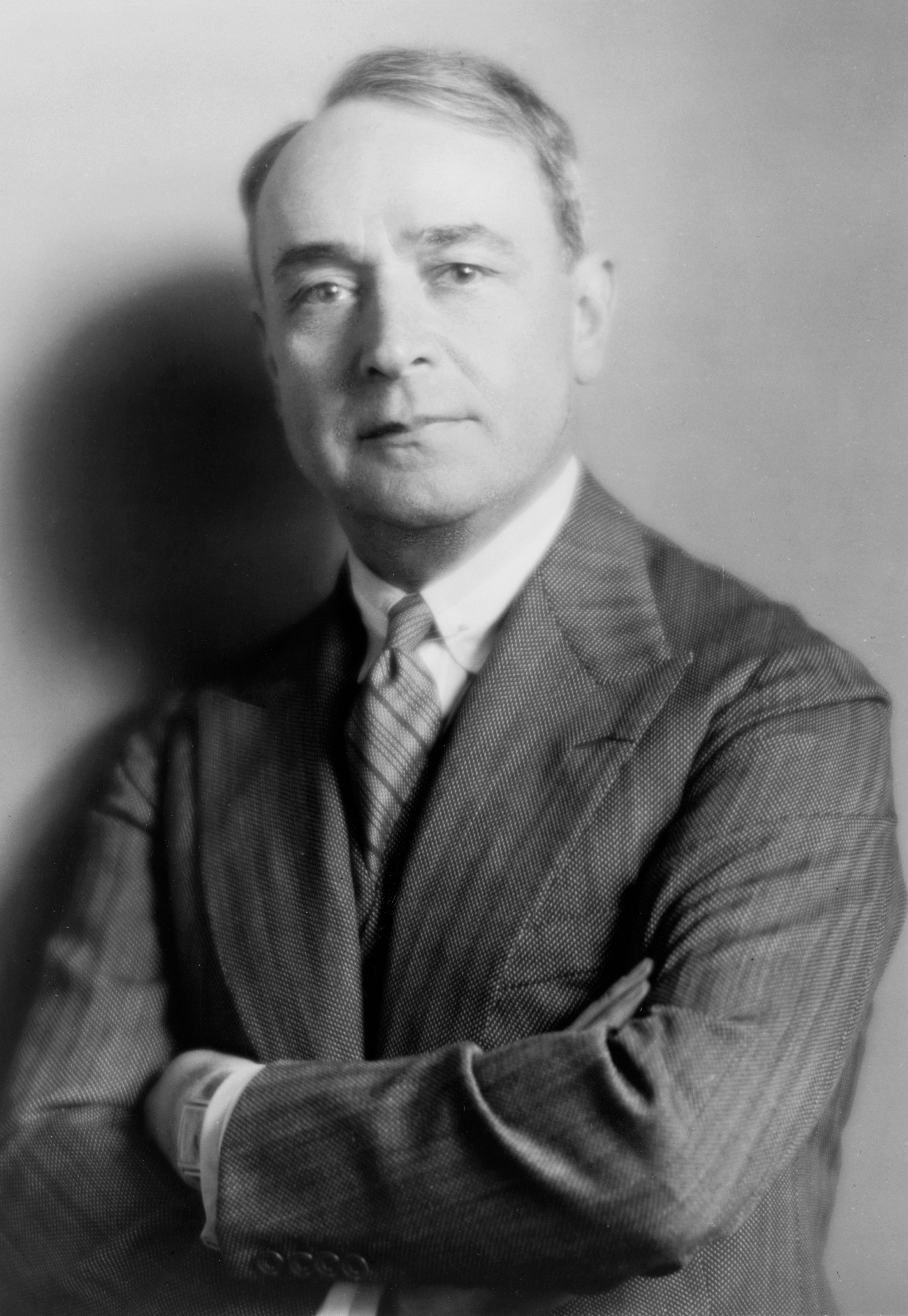
Sergei Alexandrowitsch Kussewizki

Sergei Alexandrowitsch Kussewizki (russisch Сергей Александрович Кусевицкий; wissenschaftl. Transliteration: Sergej Aleksandrovič Kusevickij; auch Serge Koussevitzky; * 14.jul. / 26. Juli 1874greg. in Wyschni Wolotschok; † 4. Juni 1951 in Boston) war ein russisch-US-amerikanischer Dirigent, Komponist und Kontrabassist.

## Kindheit und Jugend
Kussewizki stammte aus bescheidenen Verhältnissen aus einer jüdischen Familie, seine Eltern waren Berufsmusiker. Er wuchs in Wyschni Wolotschok auf, einem kleinen Ort in der Oblast Twer, ca. 250 km nordwestlich von Moskau. Seine Eltern erteilten ihm Unterricht auf der Geige, dem Violoncello und dem Klavier. Im Alter von 14 Jahren verließ Kussewizki seinen Heimatort, um in Moskau Musik zu studieren.

## Laufbahn als Kontrabassvirtuose
Kussewizki begann ein Kontrabass-Studium an der Musikschule der Moskauer Philharmonischen Gesellschaft, da nur für dieses Instrument Stipendien verfügbar waren. Sein Lehrer Josef Rambousek (1845–1901) hatte bei Josef Hrabě am Prager Konservatorium studiert. Nach dem Studium erhielt Kussewizki ein Engagement als Kontrabassist im Orchester des Bolschoi-Theaters und trat als Virtuose auf. 1903 gab er sein Debüt in Deutschland. Seine Soloprogramme bestanden aus Originalkompositionen für Kontrabass, zum Beispiel Werke von Giovanni Bottesini, Domenico Dragonetti oder Gustav Láska, sowie Bearbeitungen anderer Instrumentalkonzerte für Kontrabass, unter anderem Mozarts Fagottkonzert KV 191 und Max Bruchs Kol Nidrei.
Er komponierte einige Stücke für Kontrabass, die bis heute sehr populär sind. Dabei handelt es sich um Andante cantabile und Valse miniature op. 1, Berceuse und Chanson Triste op. 2, das Konzert fis-Moll op. 3 (orchestriert von Wolfgang Meyer-Tormin) und die Humoreske op. 4.
Mit seiner zunehmenden Beschäftigung als Dirigent trat die Virtuosenkarriere in den Hintergrund. Kussewizki trat aber weiterhin mit dem Kontrabass auf, wenn auch in geringerem Maße. Er war der erste Kontrabassist, der eine Schallplatte aufnahm. Anfang der 1920er Jahre spielte er eigene Kompositionen sowie Werke von Gustav Láska und Henry Eccles ein. 1929 gab er in Boston sein letztes öffentliches Konzert als Kontrabass-Solist. 1934 wurde er in die American Academy of Arts and Sciences gewählt.

### Instrumente
Kussewizki besaß viele wertvolle Instrumente, darunter Kontrabässe von Maggini, Guarneri und Amati. Für seine solistischen Auftritte benutzte er aber meist einen Kontrabass der Firma Glässel & Herbig aus dem sächsischen Markneukirchen. Viel bekannter ist heute sein Amati-Kontrabass. Das im Jahr 1611 gebaute Instrument war einst im Besitz von Domenico Dragonetti. Nach dem Tode Kussewizkis gab seine Witwe Olga den Kontrabass an den amerikanischen Virtuosen Gary Karr weiter.

## Wirken als Dirigent

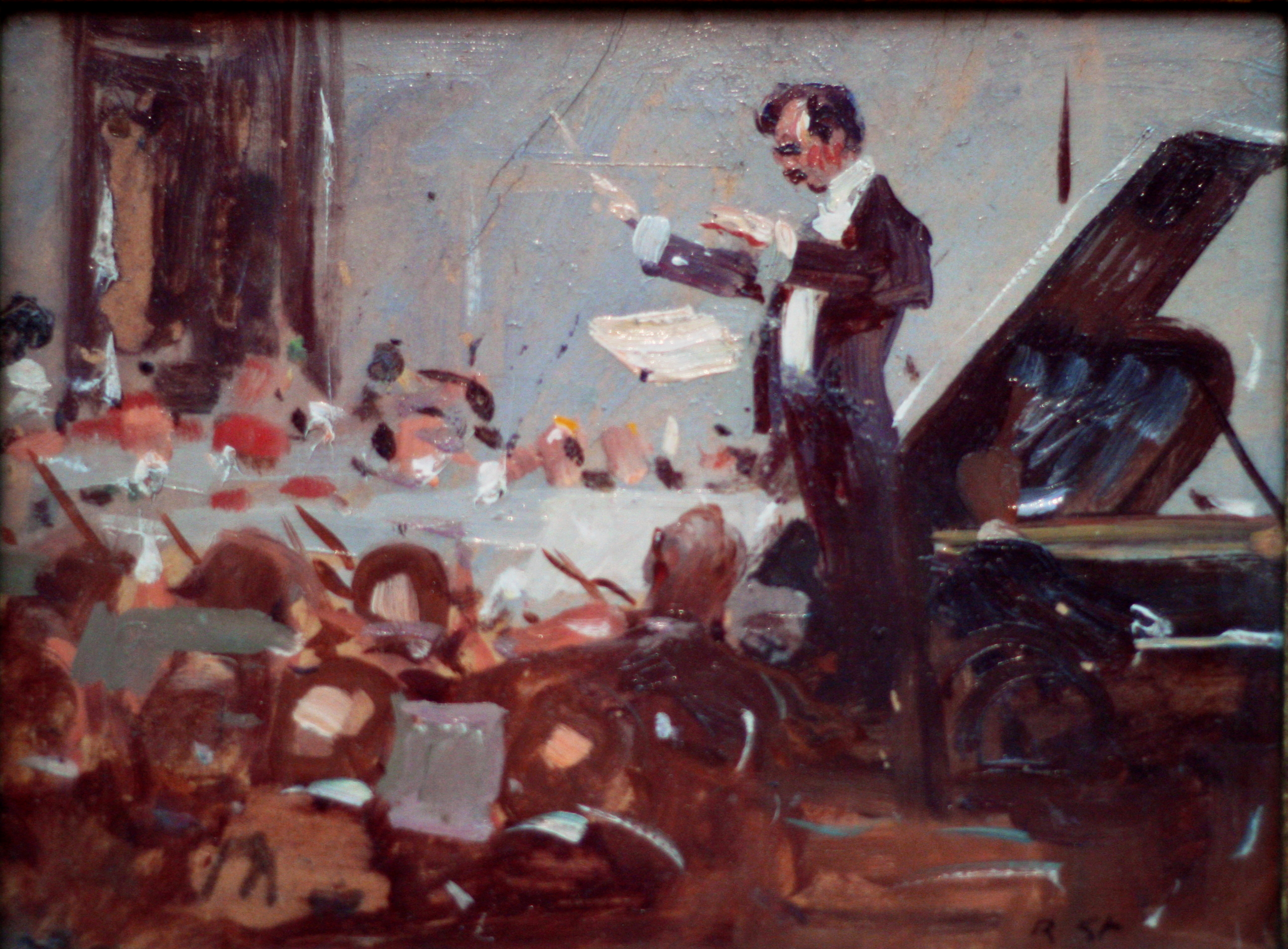
Robert Sterl: Kussewitzky dirigiert, 1910

Durch die Heirat mit der Tochter eines reichen Teehändlers erhielt Kussewizki die Möglichkeit, seinen Traum vom Dirigieren zu verwirklichen. Seit ca. 1905 lebte er in Berlin und gab am 23. Januar 1908 mit den Berliner Philharmonikern sein Debüt als Dirigent. Zur Aufführung kam unter anderem das 2. Klavierkonzert von Rachmaninow, der bei dieser Aufführung selbst spielte.
1909 gründete Kussewizki den Musikverlag Editions Russes de Musique und veröffentlichte Werke von Strawinski, Rachmaninow, Prokofjew, Medtner und Skrjabin.
Im Jahr 1910 mietete er zum ersten Mal ein Dampfschiff und spielte mit einem von ihm zusammengestellten und finanzierten Orchester an 19 Orten entlang der Wolga. Zwei weitere Tourneen folgten 1912 und 1914.
Nach der russischen Oktoberrevolution leitete Kussewizki ab 1917 für drei Jahre die Staatliche Petrograder Philharmonie (heute Sankt Petersburger Philharmoniker), reiste aber Anfang der 1920er Jahre endgültig aus der Sowjetunion aus. Über Berlin kam er nach Paris, wo er 1921 die Konzertreihe Concerts Symphoniques Koussevitzky gründete. Auch hier widmete er sich vor allem den russischen Komponisten. Ein Meilenstein der Musikgeschichte war die Uraufführung der orchestrierten Fassung von Modest Mussorgskis Klavierzyklus Bilder einer Ausstellung, die Maurice Ravel im Auftrag Kussewizkis geschaffen hatte.
Kussewizki war von 1924 bis 1949 Musikdirektor des Boston Symphony Orchestra. Im Jahr 1941 erhielt er die US-amerikanische Staatsbürgerschaft. 1943 gab er Béla Bartók den Auftrag für eine „composition for orchestra“. Bartók komponierte darauf sein Konzert für Orchester, dessen Uraufführung durch das Boston Symphony Orchestra am 1. Dezember 1944 in der Symphony Hall Boston unter Kussewizki ein enormer Erfolg war.
1937 gründete Kussewizki das Tanglewood Music Festival, eine der herausragenden Musikveranstaltungen in den USA. 1951 lud er den jungen Dirigenten Lorin Maazel nach Tanglewood ein. Hier startete unter anderem Leonard Bernstein seine Karriere, zu dem Kussewizki ein fast väterliches Verhältnis hatte.

## Privates
1902 heiratete Kussewizki die Tänzerin Nadezhda Galat. Nach der Scheidung schloss er 1905 eine zweite Ehe mit Natalie Ushkova (1880–1942), der Tochter eines wohlhabenden Teefabrikanten. Nach Natalies Tod heiratete er deren Nichte Olga Naumova (1901–1978), die zuvor seine Sekretärin gewesen war.

## Tod
Sergei Kussewizki starb am 4. Juni 1951 nach kurzer Krankheit im Bostoner New England Medical Center im Alter von 76 Jahren. Er wurde auf dem Church On the Hill Cemetery in Lenox (Berkshire County) im US-Bundesstaat Massachusetts beerdigt, wo er 1939 ein großes Anwesen gekauft hatte. Seine Ehefrauen Natalie und Olga wurden ebenfalls dort beigesetzt.

## Werke (Auswahl)

### Werke mit Opuszahl
- Deux Morceaux  [Zwei Stücke] op. 1 für Kontrabass und Klavier, um 1907, Nr. 1 Andante Nr. 2 Valse miniature (Digitalisat beim IMSLP)
- Berceuse und Chanson triste für Kontrabass und Klavier op. 2, 1906 veröffentlicht (Digitalisat beim IMSLP)
- Kontrabasskonzert fis-moll op. 3. 1930, I Allegro II Andante III Allegro (Digitalisat beim IMSLP)
- Humoreske für Kontrabass und Klavier op. 4 (Digitalisat beim IMSLP)

### Werke ohne Opuszahl
- Passacaille sur un thème Russe für Orchester, zwischen 1929 und 1931
- Präludium und Fuge C-Dur, nach BWV 547 von Johann Sebastian Bach, Bearbeitung für Orchester, 1936
- Fair Harvard für achtstimmigen gemischten Chor, arrangiert für Chor und Orchester, um 1936
- Etüden für Kontrabass
- Arrangements für Kontrabass und Klavier